# Impatiens begonioides
Impatiens begonioides är en balsaminväxtart som beskrevs av Fischer och Rahelivololona. Impatiens begonioides ingår i släktet balsaminer, och familjen balsaminväxter. Inga underarter finns listade i Catalogue of Life.